# Municipio 10 (condado de Pratt)
El municipio 10 (en inglés: Township 10) es un municipio ubicado en el condado de Pratt en el estado estadounidense de Kansas. En el año 2010 tenía una población de 153 habitantes y una densidad poblacional de 0,82 personas por km².

## Geografía
El municipio 10 se encuentra ubicado en las coordenadas 37°30′45″N 98°53′39″O / 37.51250, -98.89417. Según la Oficina del Censo de los Estados Unidos, el municipio tiene una superficie total de 187.59 km², de la cual 187.58 km² corresponden a tierra firme y (0%) 0 km² es agua.

## Demografía
Según el censo de 2010, había 153 personas residiendo en el municipio 10. La densidad de población era de 0,82 hab./km². De los 153 habitantes, el 94,12% de los habitantes del municipio 10 eran blancos, el 1.96% eran amerindios, el 0.65% eran asiáticos, el 0.65% eran de otras razas y el 2.61% pertenecían a dos o más razas. Del total de la población el 5.88% eran hispanos o latinos de cualquier raza.